# Dirk van der Horst
Dirk van der Horst (Zaandam, 15 november 1946 – Alkmaar, 22 september 2004) was een Nederlands gitarist.

## Biografie
Op 11-jarige leeftijd begon zijn muzikale carrière in 1957 toen hij lid werd van de Tophit Brothers, een formatie die muziek maakte die leek op dat van de Everly Brothers.
Vijf jaar later speelde Van der Horst in de band The Teckels, waarmee hij muziek coverde van onder andere de Rolling Stones en  The Kinks. Samen met deze band nam hij twee singles op: Mabel en Iko, Iko.
In 1969 stapte hij over naar de door de IJmondse zanger Jacques Kloes opgerichte band Take Five. Al snel veranderde deze band van naam in Dizzy Man's Band. Met deze band beleefde hij zijn eerste grote successen in Nederland, België, Duitsland, Engeland, Frankrijk, Japan en Zuid-Amerika. Enkele van hun hits zijn "Tickatoo" (1970), "The show" (1973) en "The opera" (1975). De band stopte in 1983. Van de originele bezetting was alleen Van der Horst nog over.
Dirk van der Horst speelde hierna in de band Next One, tot het moment dat hij gevraagd werd voor BZN als vervanger van Cees Tol. Van der Horst wist op dat moment alleen dat BZN redelijk succesvol was, en overwoog om dit aanbod te weigeren. Na een concert van BZN te hebben bijgewoond, verklaarde hij later gek te zijn als hij dit aanbod niet zou accepteren. Op 5 maart 1988 besloot hij over te stappen naar BZN, waar hij tot en met december 2002 speelde.
Vanaf november 2002 ging zijn gezondheid achteruit. In januari 2003 kreeg hij te horen dat hij kanker had. Ten gevolge van zijn ziekte kon hij niet meer optreden omdat zijn ziekte ongeneeslijk bleek te zijn. In februari 2003 werd hij daarom opgevolgd door John Meijer die destijds zijn vervanger was in Next One.
Dirk overleed op 22 september 2004 op 57-jarige leeftijd na een langdurig ziekbed in het ziekenhuis te Alkmaar aan de gevolgen van kanker.
Dirk had 2 kinderen, Ronald en Danny.